# Lauren Potter
Lauren Elizabeth Potter, född 10 juni 1990, är en amerikansk skådespelare, mest känd i rollen som Becky Jackson i tv-programmet Glee. 
I november 2011 tillsatte amerikanska presidenten Barack Obama Potter till presidentens kommitté för Personer med psykisk utvecklingsstörning, där hon fungerar som rådgivare åt Vita huset i ämnen som rör den del av befolkningen. 